# Соснин, Олег Васильевич
Олег Васильевич Соснин (1926—2009) — российский учёный в области механики деформируемого твёрдого тела, доктор физико-математических наук, профессор, заслуженный деятель науки РФ.

## Биография
Родился 11 октября 1926 года.
В 1943 году ушёл добровольцем в Красную Армию. С 1943 по 1946 год — курсант артиллерийского училища противовоздушной обороны ВМФ. Лейтенант. Награждён медалью «За победу над Германией».
Окончил Московский государственный университет (1955) и его аспирантуру (1958).
С 1958 года работал в Институте гидродинамики им. М. А. Лаврентьева СО АН СССР (Новосибирск). Учёный секретарь, с 1962 по 1996 год заведующий лабораторией статической прочности, 1976 по 2004 год — зав. отделом механики деформируемого твердого тела, с 2004 года главный научный сотрудник.
В 1961 году за разработку метода расчета напряженно-деформированного состояния дисков турбомашин, материал которых находится в условиях неустановившейся ползучести, присуждена ученая степень кандидата технических наук.
В 1971 году защитил докторскую диссертацию: О ползучести металлических материалов : феноменологическая теория : диссертация … доктора физико-математических наук : 01.00.00 / О. В. Соснин. — Новосибирск, 1970. — 389 с. : ил.
С 1979 года по совместительству преподавал и вёл научную работу в Новосибирской государственной академии водного транспорта, профессор.
Умер 15 июля 2009 года. Похоронен на Южном кладбище Новосибирска (квартал У).

## Звания и награды
Лауреат Государственной премии РСФСР в области науки и техники 1990 года — за разработку и экспериментальное обоснование математической теории ползучести и ее приложений.
Заслуженный деятель науки РФ (1996) 